# شومیخا (سرزمین آلتای)
شومیخا (به لاتین: Shumikha) یک منطقهٔ مسکونی در روسیه است که در سرزمین آلتای واقع شده‌است.